# Opération Claw-Lock
 (avril 2022).
Conflit kurde en Turquie
L'opération Claw-Lock (turc : Pençe-Kilit Operasyonu) est une opération militaire des forces armées turques en cours[Quand ?] dans le nord de l'Irak. L'opération se déroule dans la région de Zap contre les cibles du Parti des travailleurs du Kurdistan (PKK), dans le cadre du conflit kurde en Turquie en cours.

## Contexte
L'armée turque a fréquemment mené des opérations militaires transfrontalières contre le PKK ces dernières années. Selon le ministre turc de la Défense Hulusi Akar, dans la plus récente, les régions de Metina et Avashin sont visées,.
Les autorités turques ont déclaré qu'un plan visant à mener une "attaque à grande échelle" par le PKK avait été découvert et était la raison de l'offensive,. Selon Ömer Çelik du Parti de la justice et du développement (AKP), il a été constaté que le PKK devait établir de nouvelles bases près de la frontière turque et défendre les attaques transfrontalières turques dans les pays voisins comme l'Irak ou la Syrie en tant que légitime défense inscrite dans l'article 51 de la Charte des Nations unies.

## Opération
L'opération a commencé le 17 avril 2022, avec des bombardements aériens et d'artillerie des positions du PKK. Aux premières heures du 18 avril, les forces spéciales turques et les commandos ont été débarqués derrière les lignes ennemies par des hélicoptères Uh-60 black hawk. Le ministère turc de la Défense a affirmé que tous leurs objectifs avaient été capturés avec succès, tandis que le PKK a affirmé avoir repoussé l'opération de débarquement turque.
Le ministre turc de la Défense, Hulusi Akar, a déclaré qu'au cours de l'opération, 19 combattants du PKK avaient été tués, tandis que 4 soldats turcs avaient été blessés. Le HPG Press Center dans une déclaration écrite a affirmé que "28 envahisseurs ont été punis, neuf envahisseurs ont été blessés et deux hélicoptères d'attaque ont été touchés."

## Réactions
Des manifestations ont eu lieu en soutien au PKK à Marseille, en France.